# Raunergrund

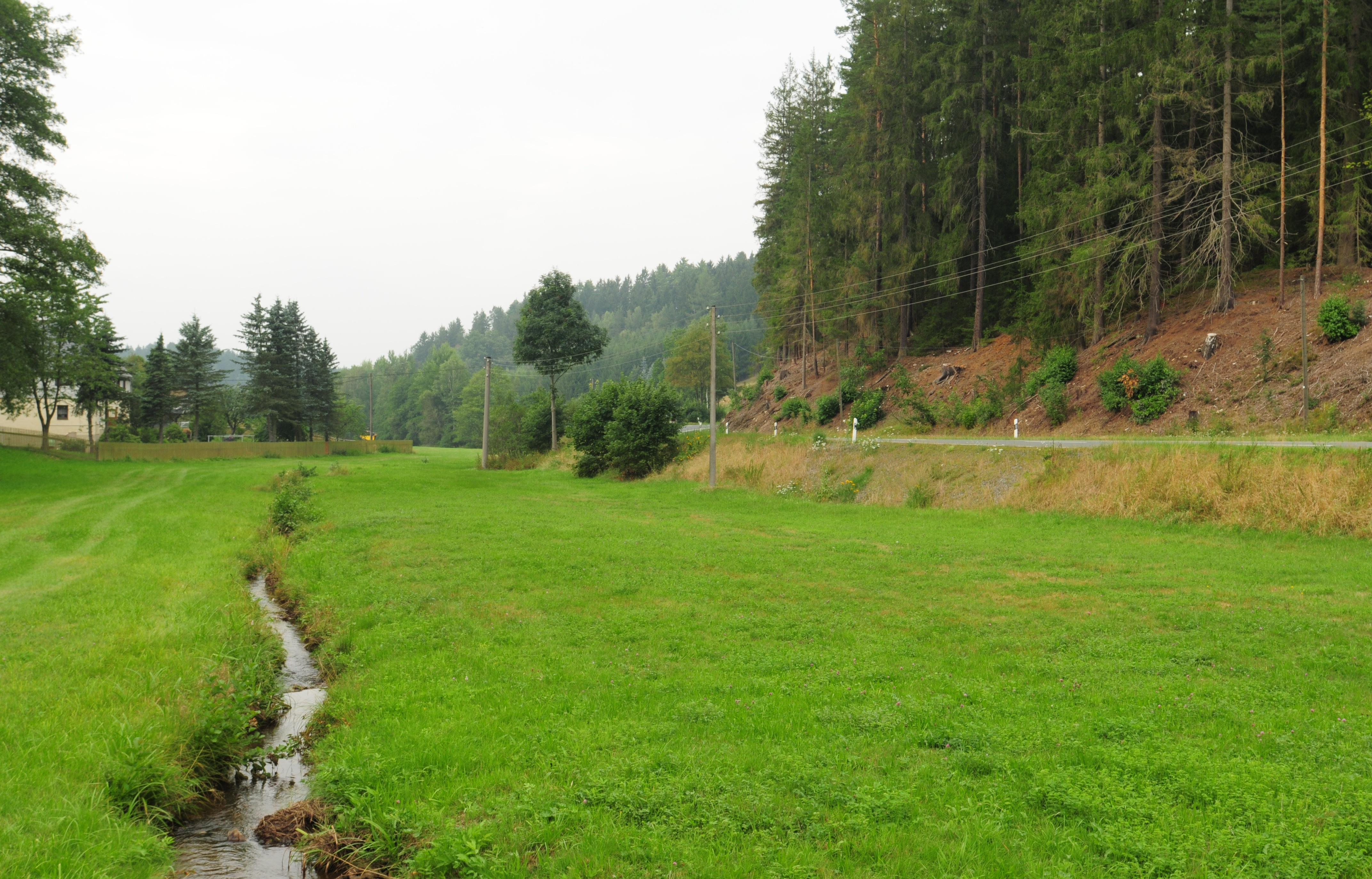
Der Rauner Bach an der Oberen Raunmühle (links)

Raunergrund ist ein Ortsteil der Gemeinde Bad Brambach im Oberen Vogtland. Der aus wenigen Häusern bestehende Ortsteil erstreckt sich entlang der Bundesstraße 92 in der Talebene des Rauner Bachs.

## Beschreibung
Raunergrund ist eine land- und forstwirtschaftlich geprägte Region der Gemeinde Bad Brambach. Hier befinden sich die Obere und Untere Raunmühle sowie einige Wohnhäuser. Der Rauner Bach durchfließt von Süden kommend und nach Norden abgehend die Tallage.
Das Raunerbachtal bildet mit den angrenzenden Talbereichen des Haarbachs in Richtung Landwüst ein gemeinsames FFH-Gebiet.

## Geschichte
Für Raunergrund sind verschiedene historische Ortsbezeichnungen nachgewiesen: 1791 Raunergrund und Römergrund sowie 1875 nur noch Raunergrund. Raunergrund war im 19. Jahrhundert eine eigenständige Landgemeinde, die 1883 durch Eingemeindung nach Raun kam. Seit 1994 gehört Raun zu Bad Brambach.
Durch die im 19. Jahrhundert angelegte Verkehrsstraße (heute Bundesstraße) kam es für die Fuhrwerke und anderen Reisenden zur Errichtung eines Straßengasthofes am Abzweig nach Raun, dem Wirtshaus Felsenkeller.

## Bildung

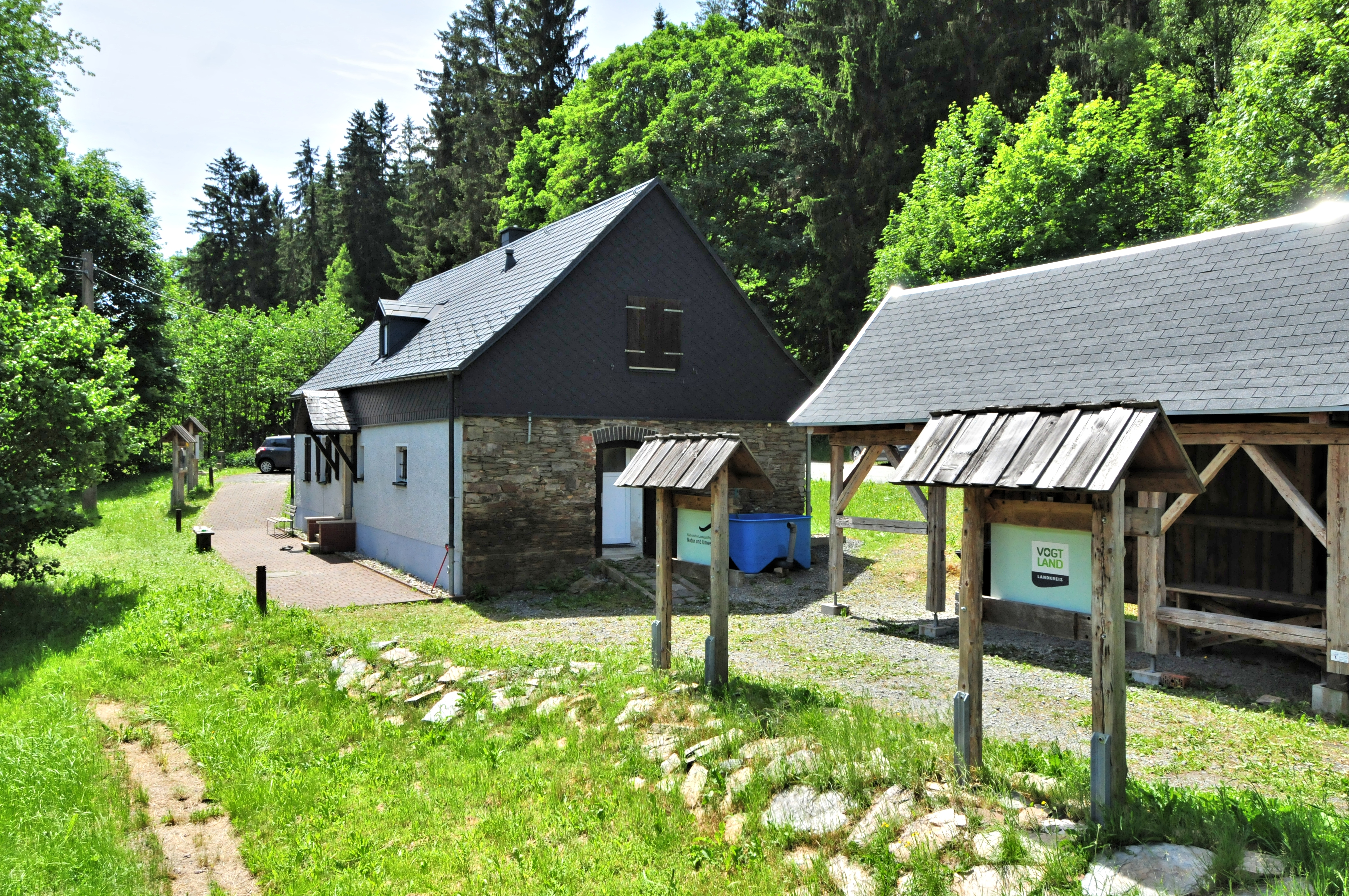
Flussperlmuschel-Zuchtstation in Raunergrund

Der seit dem 26. Mai 2018 existierende Erlebnispfad Flussperlmuschel informiert über die kulturhistorische Nutzung sowie aktuelle Maßnahmen zum Schutz der Flussperlmuschel (Margaritifera margaritifera). Am Endpunkt des thematischen Wanderweges (Lage: ) im Tal des Rauner Baches befindet sich eine Zuchtstation, die zum überregionalen Erhalt der bedrohten Art beitragen soll. Der Pfad führt von hier bergauf durch das angrenzende Waldgebiet zum Eisenbahnhaltepunkt in Sohl. Diese Umweltbildungseinrichtung wird vom Vogtländischen Umwelt- und Naturschutzzentrum Pfaffengut in Plauen betreut. Das Ziel des Artenschutzvorhabens ist Teil des Projekts „ArKoNaVera“ (Artenschutzkonzept für die nationalen Verantwortungsarten).

## Verkehr
Der Ortsteil Raunergrund liegt an der Bundesstraße 92. Dieser Verkehrsweg zwischen Adorf und Eger (Cheb) entstand erst, als die alte kurfürstliche Reichs- und Poststraße über Schönlind, Landwüst, Rohrbach, Fleißen und Wildstein nicht mehr dem im 19. Jahrhundert angewachsenen Verkehr entsprechen konnte.
Der Ort ist mit der vertakteten RufBus-Linie 36 des Verkehrsverbunds Vogtland an Bad Brambach angebunden. Am dortigen Bahnhof besteht Umsteigemöglichkeit zur Vogtlandbahn RB2 nach Plauen und Zwickau.